# Lough Conn
Pour les articles homonymes, voir Conn.
Le Lough Conn est un lac du comté de Mayo, dans la province du Connacht en Irlande. À l'instar de son voisin immédiat, le Lough Cullin, il est en connexion avec l'océan Atlantique par l'intermédiaire du fleuve Moy.
Le Lough Conn est réputé pour la pêche à la truite et au saumon.

## Légende
Dans la Mythologie celtique, le Lough Conn est apparu quand Finn Mac Cumaill chassait avec ses chiens, Conn et Cullin. Ils vinrent à croiser un sanglier. Finn est ses chiens le prirent en chasse. Cependant, alors que le sanglier courait, de l'eau jaillissait de ses pattes. Les chiens prenaient de l'avance sur Finn, Conn en tête. Celui-ci pourchassait la bête depuis des jours quand un lac s'est formé. Le sanglier nagea jusqu'au rivage, mais Conn se noya. Le même sort tragique se reproduisit pour Cullin, au sud.